# Osiedle Budowlanych (Bełchatów)
Osiedle Budowlanych – osiedle w Bełchatowie, położone w centralnej części miasta. Znajduje się niedaleko kina "Kultura" (dawne kino "Pokój"), Miejskiego Centrum Kultury, Urzędu Miasta oraz kościoła Parafii pw. Narodzenia Najświętszej Marii Panny. Obok osiedla przepływa rzeka Rakówka. Sąsiaduje z Parkiem Olszewskich oraz Dworkiem Olszewskich. Osiedle przedzielone jest ulicą Romualda Mielczarskiego na dwie części, w każdej jest po sześć bloków. W 2007 roku na osiedlu, obok rzeki "Rakówki" został oddany do użytku park. Znajduje się tam ogrodzone boisko, siłownia oraz plac zabaw dla dzieci.